# 第六个五年计划 (中国)
第六個五年計划（亦稱「六五」計劃）是指中華人民共和國制定的從1980年到1985年底發展國民經濟的計劃，也是「改革开放」後推出首個經濟規劃。這時期的公共工程陸續落成，一定程度上消除了文化大革命導致的落後，並在思想上邁出了巨大的一步，在深圳等地設立了經濟特區，並引進外國資本與技術。1975年國務院草擬了《1976～1985年发展国民经济的十年规划纲要》包含五五和六五計划的草案兴建120个大型项目等，1982年12月全國人大五屆五次會議正式批准六五計劃。

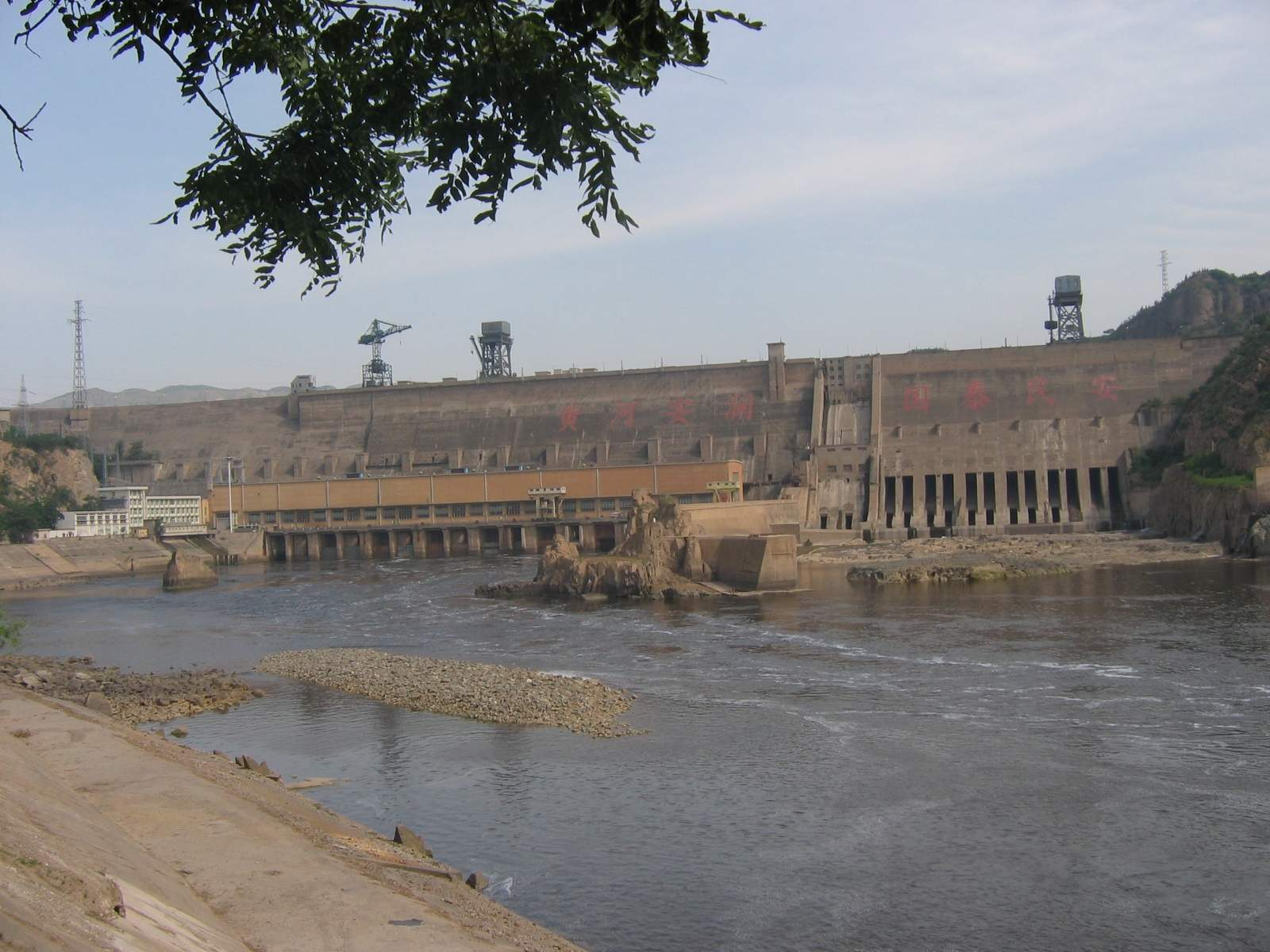
黃河三門峽水壩完工

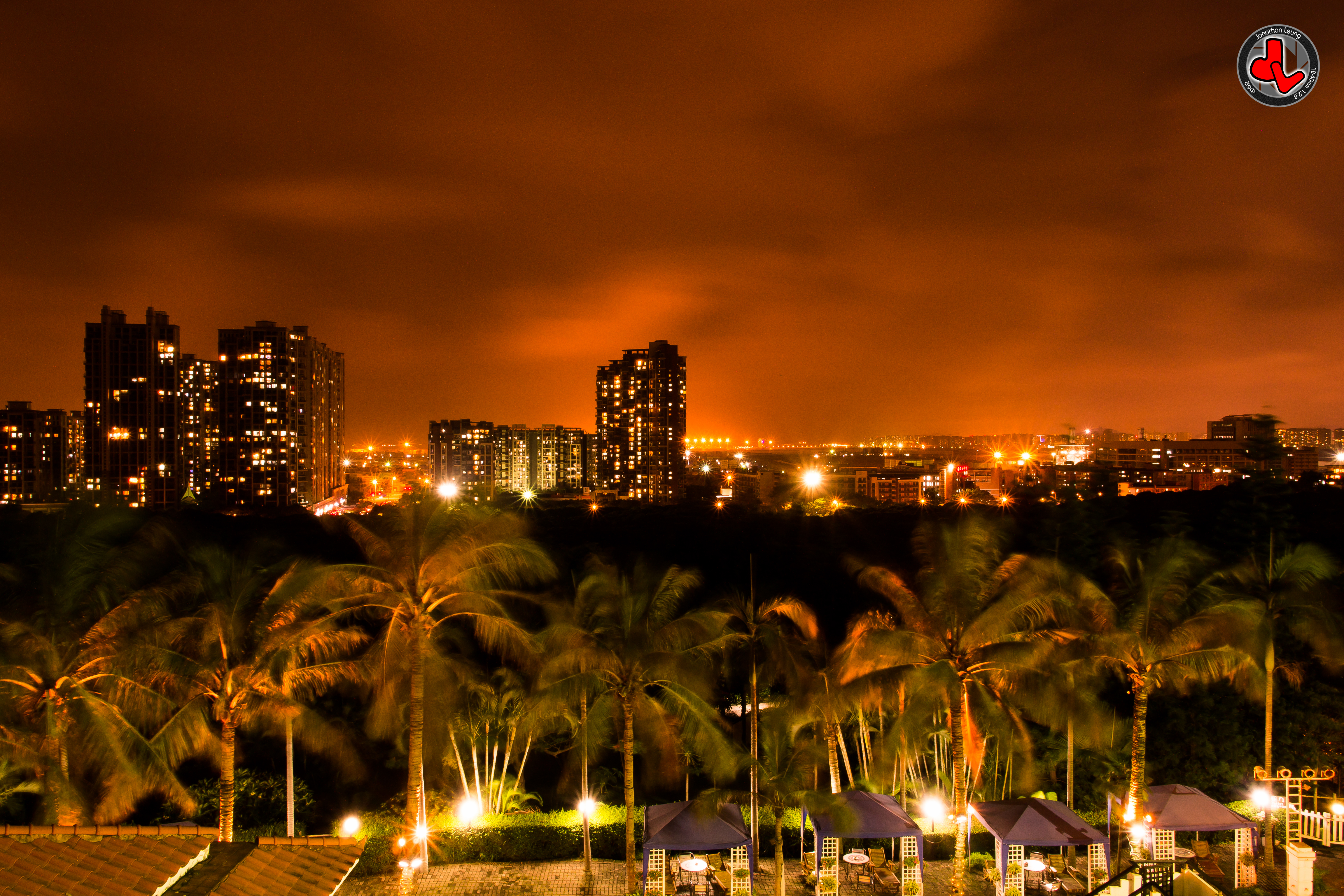
深圳經濟特區起飛

## 目標
- 工農業生產總值，計劃年均增長4%，在執行中爭取達到5%。
- 厚植科研實力，也促成了日後的863計劃。
- 加強國防建設和國防工業建設。
- 嚴格控制人口增長，妥善安排城鎮勞動力的就業。

## 成果
- 中國出口額在世界排名由1980年的第28名上升到1984年的第10名。
- 工農業總產值平均每年增長11%，國民生產總值1985年達到7780億元。
- 鋼產量增長26.1%，原油产量增長17.9%，煤炭产量增長37.1%，發電量增長35.8%。
- 糧食產量年均增長21.4%，棉花增長92.8%。[1]